# Cinci bani (monedă românească)
Cinci bani este o monedă a leului românesc. Este a doua cea mai mică valoare nominală a monedelor aflate actual în circulație și a fost introdusă la 1 iulie 2005.

## Istorie

### Principatele Unite

#### 5 bani 1867

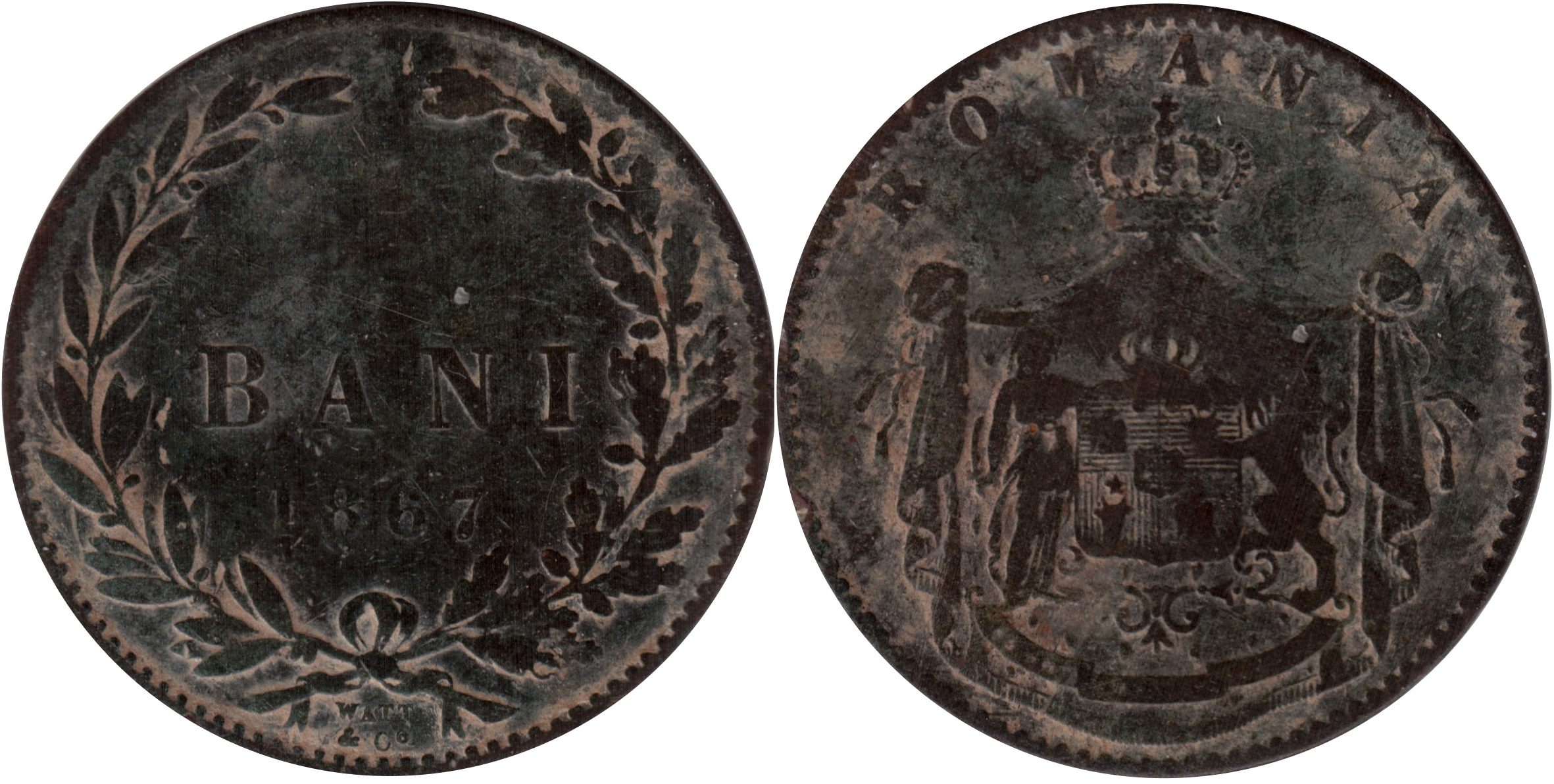
Moneda de 5 bani din 1867

Prima monedă de cinci bani a fost bătută în 1867 de două monetări diferite din Birmingham, Anglia: Heaton și Watt & Co. Moneda măsura 25 mm în diametru și cântărea 5 g. Compoziția sa era 95% cupru, 4% staniu și 1% zinc. Aversul prezenta numele țării și stema acesteia. Pe revers era inscripționată valoarea nominală de 5 BANI între o ramură de laur și una de stejar, precum și anul emiterii, 1867. Fiecare monetărie a bătut câte 12,5 milioane de bucăți și a folosit marca proprie de monetărie, plasată sub coroana de ramuri: WATT & C°, respectiv HEATON. Monedele au intrat în circulație la 1 ianuarie 1868.

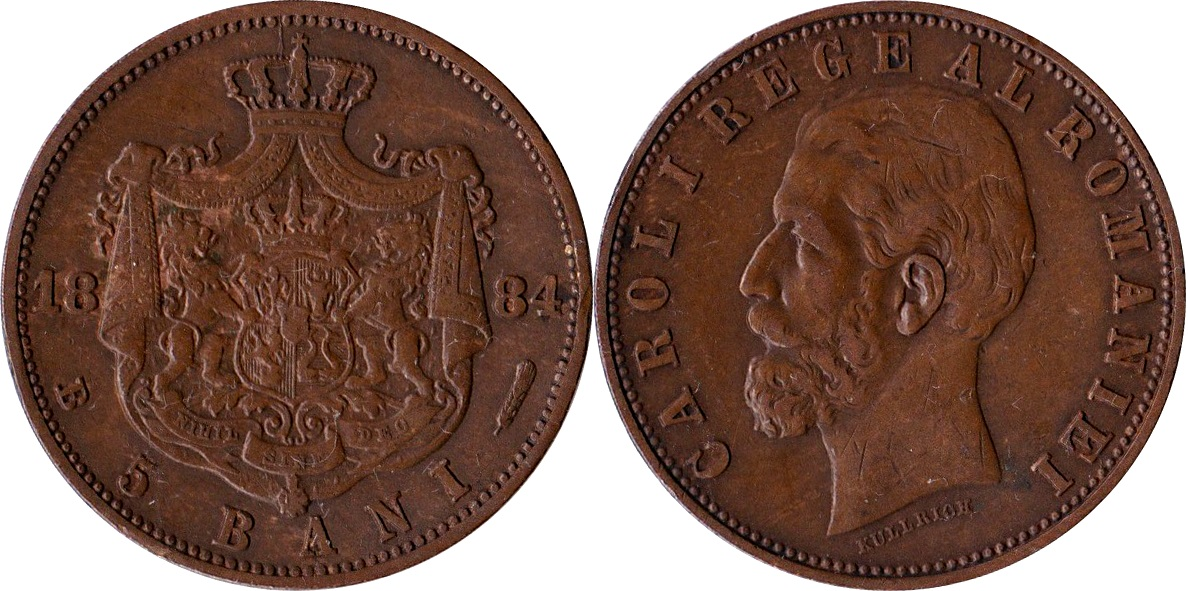
Moneda de 5 bani din 1884

### Regatul României

#### 5 bani 1882-1885
A doua monedă de cinci bani a fost emisă în perioada 1882–1885 și a reprezentat prima piesă de această valoare nominală care îl înfățișa pe monarhul României. 
Aceasta a fost reglementată prin legea nr. 289 pentru fabricarea a 4.000.000 leĭ, în monetă de bronz de 5 și 10 banĭ din 8/20 februarie 1882, prin care guvernul era autorizat să emită 1.500.000 lei în monede de cinci bani și 2.500.000 lei în monede de zece bani.
Aversul prezenta efigia regelui Carol I, înconjurată de inscripția CAROL I REGE AL ROMÂNIEI, iar sub efigie se afla inscripția KULLRICH, semnătura gravorului. Pe revers era redată stema Regatului României, având anul emisiunii împărțit de o parte și de cealaltă a acesteia. Sub stemă, în partea dreaptă, era reprezentat un spic de grâu, iar în partea stângă se afla marca monetăriei, B; între acestea era inscripționată valoarea nominală, 5 BANI. A păstrat dimensiunile și compoziția monedei din 1867. 
Tirajul acestei monede a fost următorul:
- 1882: 5.000.000 exemplare însumând 250.000 lei;
- 1883: 3.000.000 exemplare însumând 150.000 lei;
- 1884: 8.400.000 exemplare însumând 420.000 lei;
- 1885: 3.600.000 exemplare însumând 180.000 lei.

Conform articolului 1 din decretul regal No. 2.119 din 8 Aprilie 1905, monedele de 5 și 10 bani din cupru au fost scoase din circulație începând cu data de 1 Ianuarie 1906 și au putut fi preschimbate până la data de 31 Martie 1906. Termenul a fost prelungit ulterior până la 30 iunie 1906.

#### 5 bani 1900
La 18 martie 1900 a fost adoptată legea care autoriza baterea unor noi monede din cupru de 1 și 2 bani, precum și a monedelor de 5, 10 și 20 de bani din nichel.
Noua monedă de cinci bani a fost bătută la Bruxelles, Belgia și introdusă în circulație la 28 octombrie 1900. Acesta măsura 19 mm în diametru și cântărea 3,5 g. Compoziția sa era de 75% cupru și 25% nichel. Aversul său prezenta coroana României deasupra datei, între o ramură de laur și una de stejar. Reversul prezenta valoarea nominală și numele țării. Au fost emise în total 20 de milioane de bucăți.
Conform lui Constantin Bacalbașa, monedele de 5, 10 și 20 de bani emise în 1900 au avut putere circulatorie până la 31 octombrie 1906. Metalul recuperat din acestea a fost utilizat pentru baterea noilor monede. Totuși, presa din acea perioadă menționa că aceste monede au circulat până la 31 ianuarie/13 februarie 1907, sugerând o prelungire a termenului de retragere.

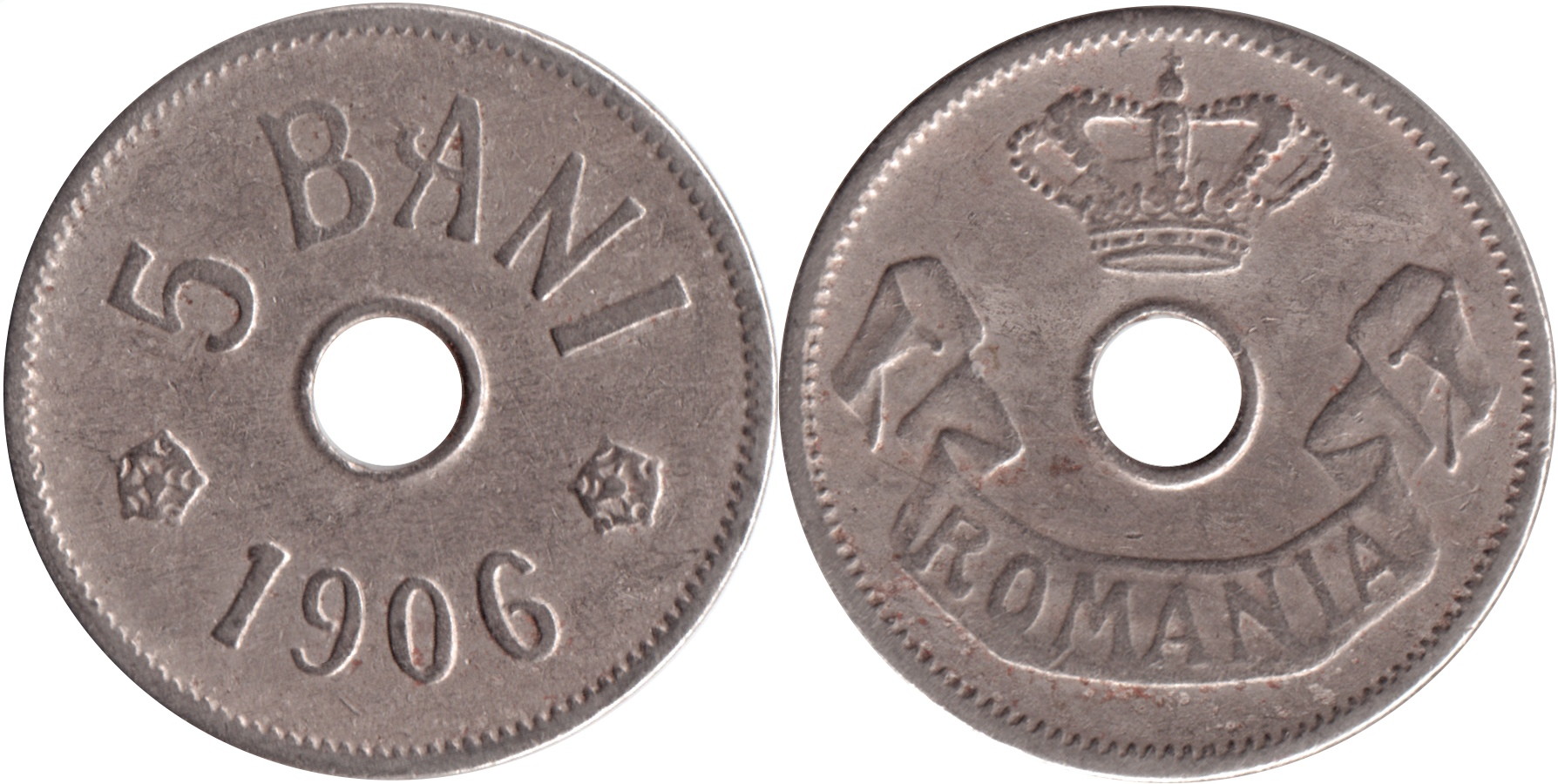
Moneda de 5 bani din 1906

#### 5 bani 1905-1906
A patra monedă de cinci bani și ultima emisă în timpul Regatului României fost bătută între 1905 și 1906. 
Baterea acesteia a fost autorizată prin decretul regal No. 2.119 din 8 Aprilie 1905.
Deși avea același diametru și compoziție ca emisiunea din 1900, cântărea cu 1 g mai puțin (2,5 g) datorită unui orificiu central. Pe avers, coroana era așezată deasupra orificului și numele țării era scris pe un sul dedesubt. Reversul prezenta valoarea nominală în partea de sus, un trandafir pe fiecare parte a mijlocului și anul în jos. Monedele au fost proiectate de Anton Scharff, gravor șef la Monetăria Austriei din Viena. Cele 2 milioane de bucăți emise în 1905 au fost realizate exclusiv la Bruxelles, în timp ce în 1906 au fost realizate 24 de milioane la Hamburg, Germania și 48 de milioane la Bruxelles. Monedele bătute în Hamburg prezintă un semn de monetărie „J” sub sulul de pe avers, în timp ce cele de la Bruxelles nu prezintă marcă de monetărie.
La 10 aprilie 1916, ziarul Ziua a relatat că în Monitorul Oficial din 9 aprilie fusese publicat un ordin prin care se interzicea exportul monedelor de argint, nichel și aramă.

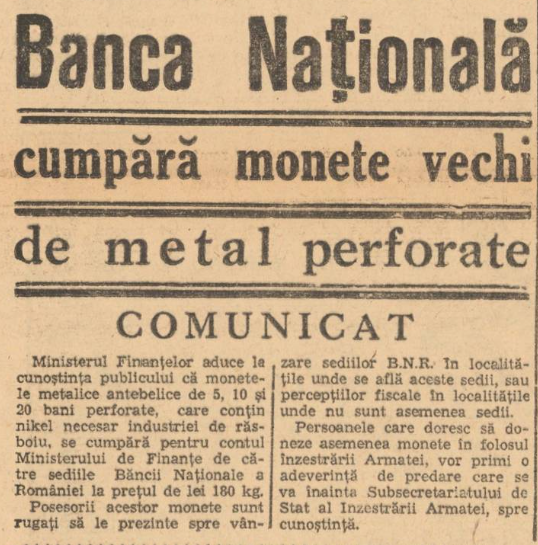
Știre din numărul 2247 al ziarului Porunca Vremii, publicat în 7 iunie 1942, privind răscumpărarea monedelor de 5, 10și 20 bani emise în 1905-1906

Deși monedele de 5, 10 și 20 bani emise în 1905–1906 nu erau retrase oficial din circulație, ele erau frecvent refuzate de comercianți și chiar de unele instituții publice încă din anii 1920, la fel ca alte valori subdivizionare aflate în uz la acea vreme, pe fondul inflației. În repetate rânduri, Ministerul Finanțelor a emis comunicate prin care reamintea că aceste monede își păstrau puterea circulatorie și trebuiau acceptate în tranzacții. În 1930, autoritățile confirmau din nou că monedele nu au fost retrase prin vreo dispoziție legală și rămâneau valabile.
În 1942, Ministerul Finanțelor a organizat răscumpărarea acestor monede de către Banca Națională, la prețul de 180 lei per kilogramul de metal, pentru a valorifica conținutul de nichel necesar industriei de război. Această măsură a echivalat, de facto, cu retragerea lor din circulație, deși nu a existat un act legislativ explicit în acest sens. În lipsa unei demonetizări oficiale, este probabil că monedele și-au pierdut cursul legal de jure odată cu Reforma monetară din 15 august 1947.

### Republica Populară Română

#### 5 bani 1952-1957

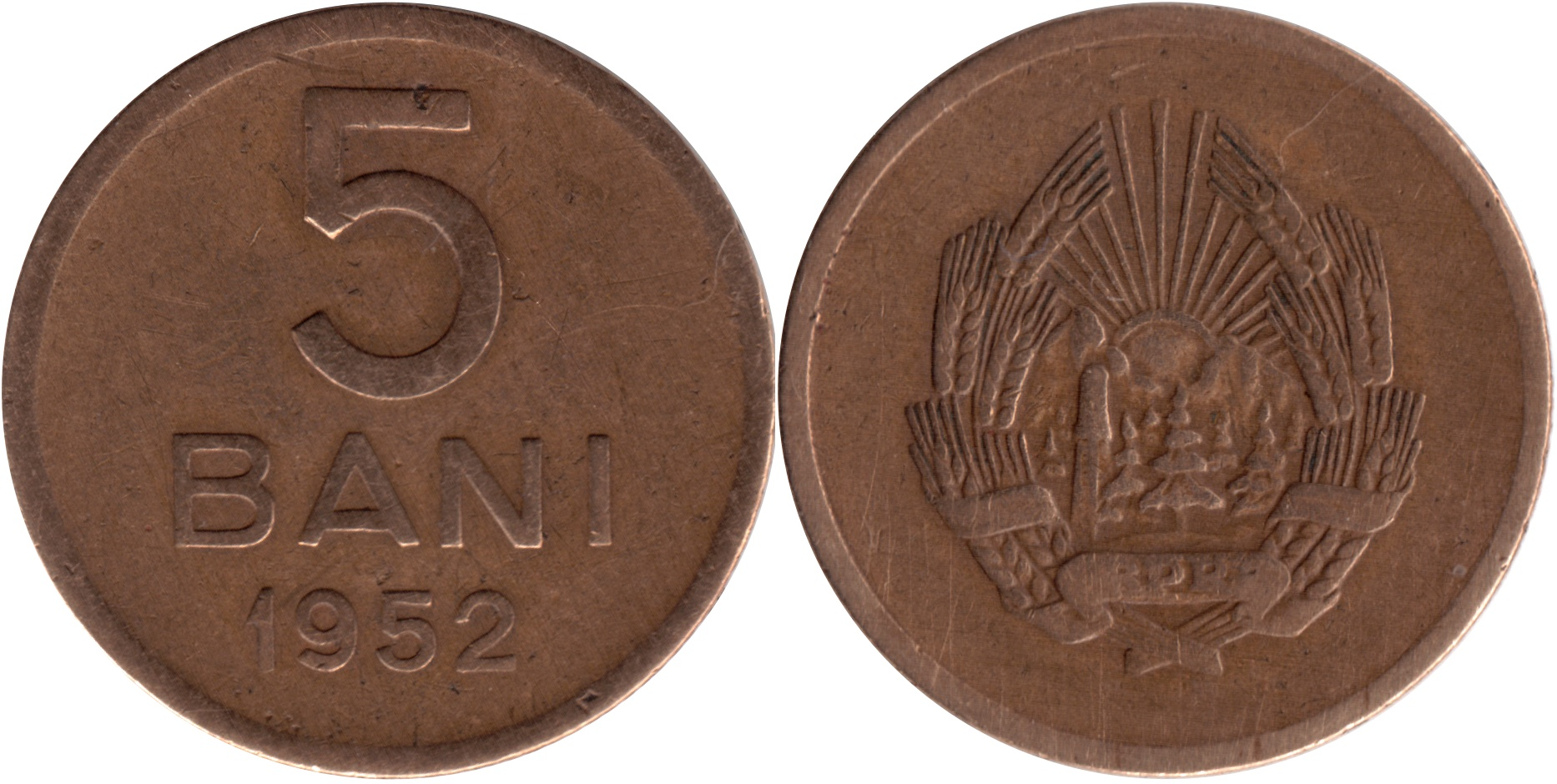
Monedă de 5 bani din 1952

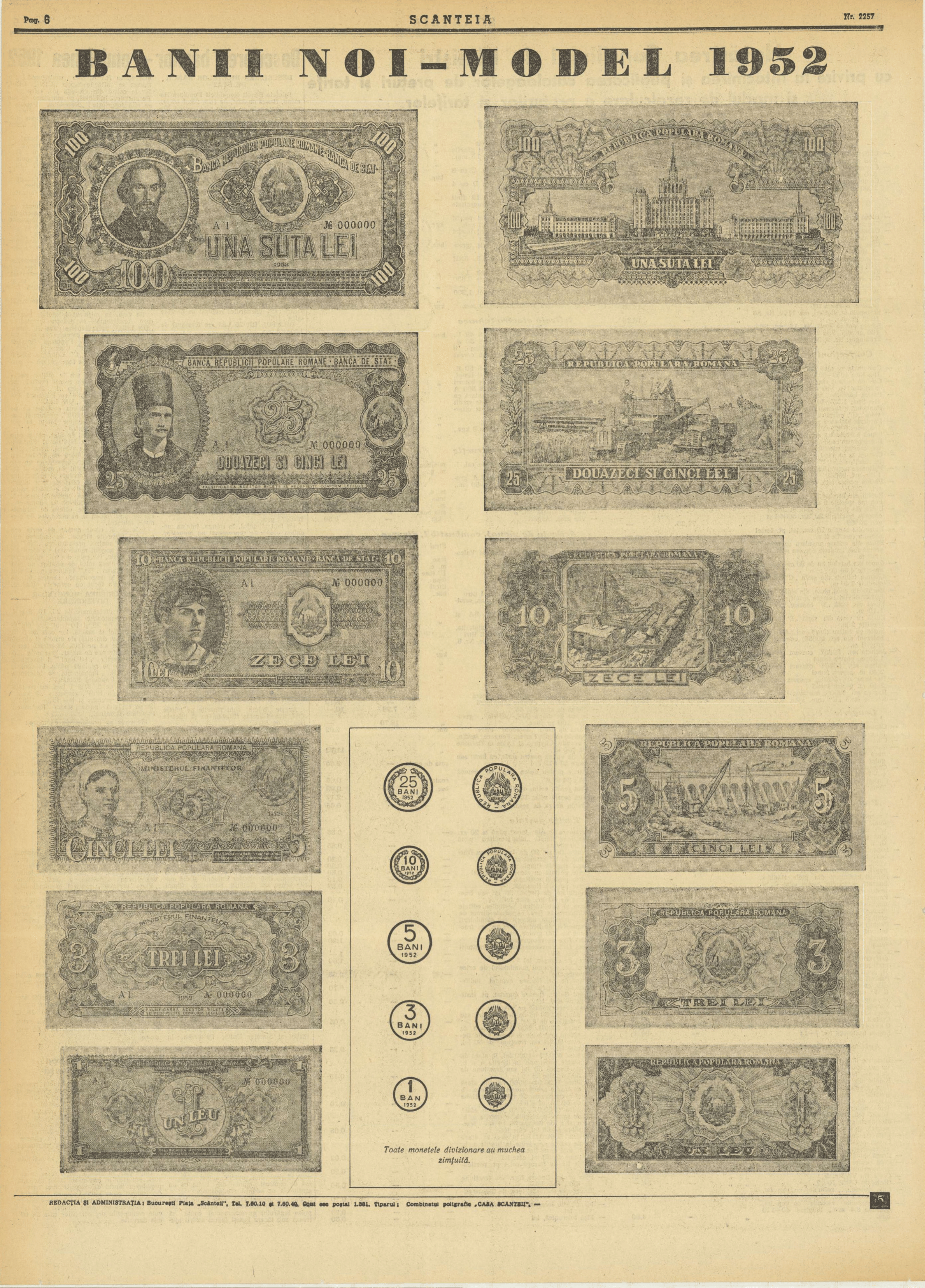
Banii noi, model 1952, Scanteia, 1952-01-27, nr. 2257, p. 5

Valoarea nominală a revenit în 1952 sub regimul comunist. Noua monedă avea 20 mm în diametru și cântărea 2,4 g. Era compusă din 95% cupru și 5% aluminiu. Aversul prezenta stema Republicii Populare Române, în timp ce reversul avea denumirea și anul în caractere simple. Moneda a fost bătută la Moscova, în Uniunea Sovietică, și au fost emise 78,4 milioane de bucăți în 1952. În anul următor, o stea a fost plasată deasupra stemei, similar cu alte națiuni comuniste, iar realizarea acestora s-a făcut București. Moneda a fost emisă și în 1958, cu milesimul 1957.

#### 5 bani 1963
În 1963 a fost emisă o nouă monedă de de cinci bani, fiind realizată din 95% oțel placat cu 5% nichel. De asemenea, era mai mică și mai ușoară, cu un diametru de 16 mm și o masă de 1,7 g. Design-ul a rămas același. Un total de 95,7 milioane au fost realizate între 1963 și 1966, toate purtând data de 1963.
Moneda a fost introdusă în circulație începând cu data de 11 martie 1963, împreună cu monedele de 1 leu și 3 lei.

### Republica Socialistă România

#### 5 bani 1966

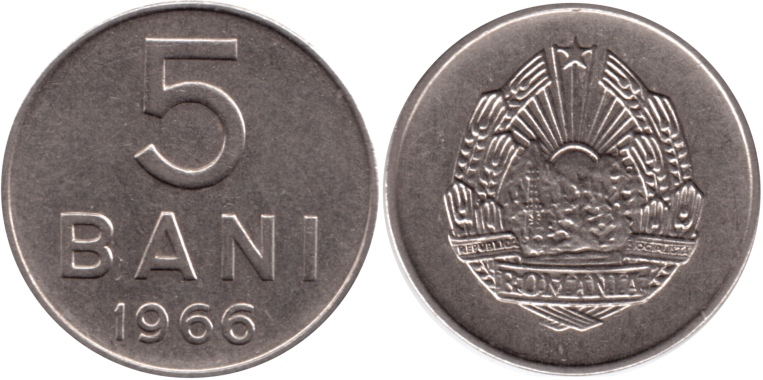
Monedă de 5 bani din 1966

După proclamarea Republicii Socialiste România la 21 august 1965, autoritățile au inițiat actualizarea simbolurilor statului, inclusiv în domeniul monetar. Astfel, la 23 februarie 1967 a fost introdusă în circulație o nouă serie de monede, care includea piesele de 5, 15 și 25 bani, precum și pe cele de 1 și 3 lei, alături de o bancnotă de 5 lei. Monedele păstrau designul și specificațiile tehnice ale emisiunilor anterioare (1960–1963), diferențele constând în actualizarea stemei și a denumirii oficiale a statului, în conformitate cu prevederile noii Constituții din 1965. De asemenea, toate piesele au fost datate 1966, indiferent de anul efectiv al emisiunii. Moneda de 5 bani a fost emisă între 1966 și 1968, posibil și în anii următori. În total, au fost puse în circulație 106.881.000 de exemplare ale acestei monede.

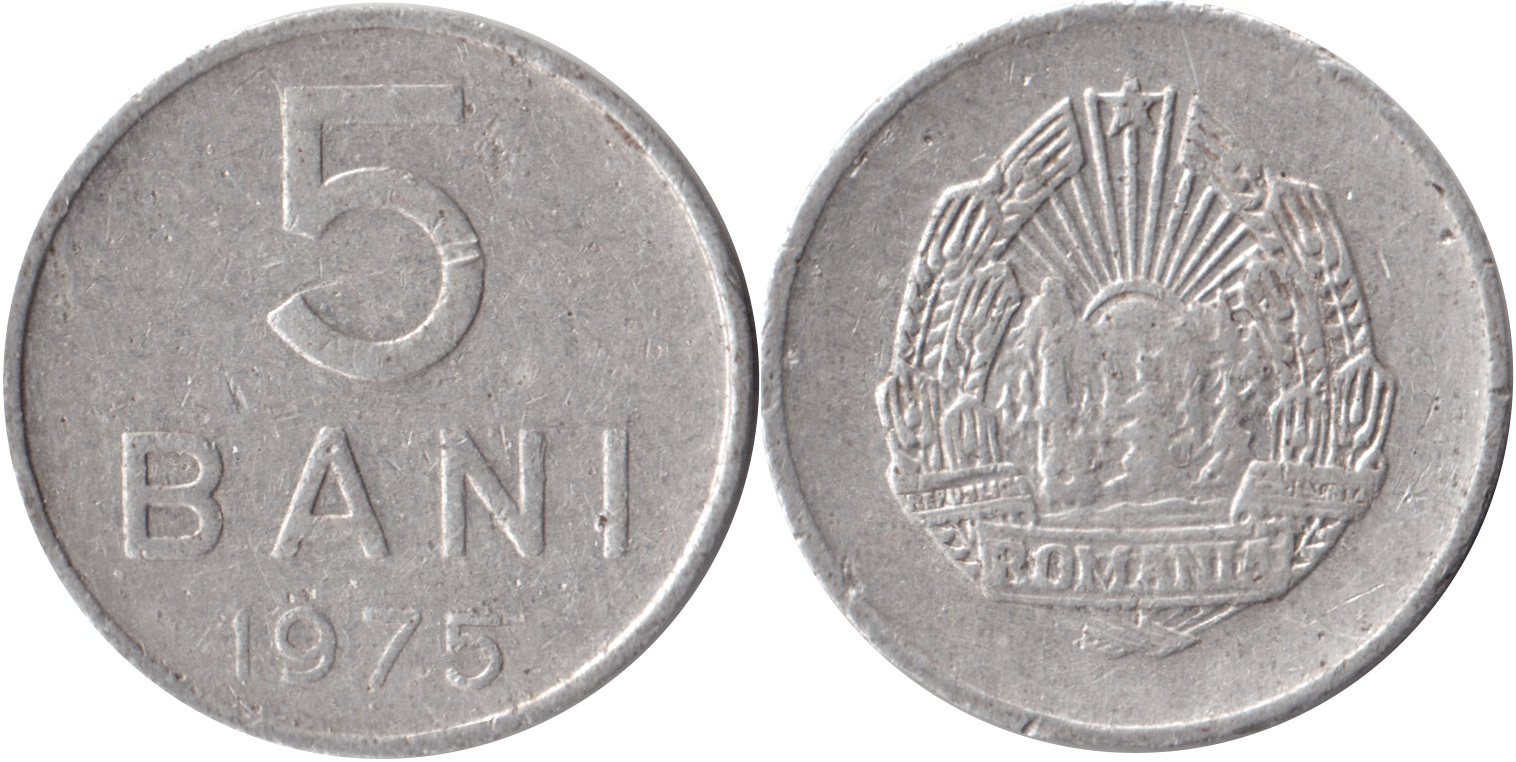
Monedă de 5 bani din 1975

#### 5 bani 1975
După șapte ani, în 1975, o monedă cu design și dimensiuni similare, dar realizată în întregime din aluminiu, și care cântarea 0,55 g, a fost pusă în circulație.
Aceasta a fost introdusă la 1 decembrie 1975, împreună cu o monedă de 15 bani.
Monedele de 5 bani emise între 1952 și 1975 avut curs legal până la 31 decembrie 1996.

### România

#### 5 bani 2005 - prezent

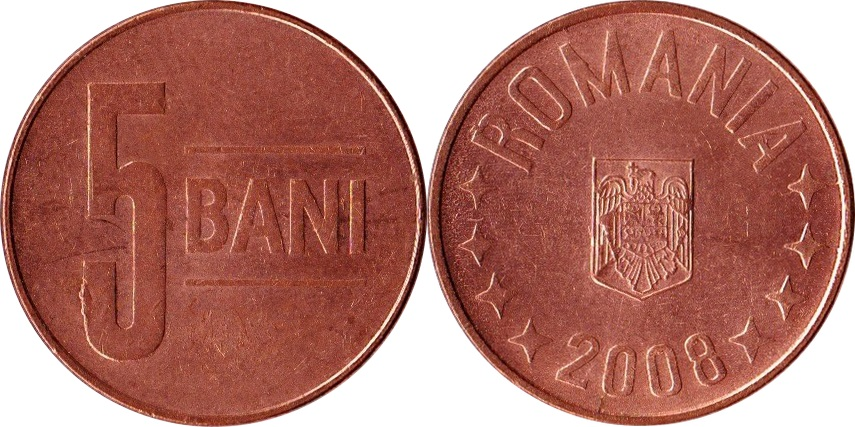
Moneda de 5 bani din 2008

Actuala monedă de cinci bani a fost introdusă la 1 iulie 2005, după ce România și-a denominat moneda, 10.000 de lei vechi devenind egali cu un leu nou, înlocuind astfel vechea monedă de 500 de lei.
Aceasta are o dimensiune de 18,2 mm în diametru și cântărește 2,81 g, având o grosime de 1,6 mm. Compoziția este de oțel placat cu cupru și prezintă o muchie zimțată cu 102 zimți.